# Gustaf Ros (militär)
Gustaf Emanuel Ros, född den 17 december 1868 i Rämmens församling, Värmlands län, död den 12 maj 1924 i Växjö, var en svensk militär. Han var son till Axel Ros, måg till Wilhelm Reuterswärd och far till Wilhelm Ros.
Ros blev underlöjtnant vid Andra livgrenadjärregementet 1890, löjtnant där 1895 och kapten där 1905. Han blev förste lärare vid infanteriskjutskolan på Rosersberg 1911 och var chef där 1915–1918. Ros befordrades till major vid Hälsinge regemente 1914 och till överstelöjtnant 1915. Han blev överste och chef för Kronobergs regemente 1920. Ros invaldes som ledamot av Krigsvetenskapsakademien 1916. Han blev riddare av Svärdsorden 1911 och av Nordstjärneorden 1918.